# توم بولارد
توم بولارد (بالإنجليزية: Tom Pollard)‏ هو موسيقي نيوزلندي، ولد في 1857، وتوفي في 1922.